# Oliver Gavin
Oliver Benjamin Gavin (Huntingdon, 29 de Setembro de 1972) é um automobilista britânico nascido na Inglatera.
Gavin foi, por 5 vezes, campeão da American Le Mans Series, das 24 Horas de Le Mans (2002, 2004, 2005, 2006 e 2015), 12 Horas of Sebring (2001, 2002, 2006, 2007 e 2013) e da Petit Le Mans (2002, 2004, 2005, 2007 e 2010).
Ele também foi o piloto oficial do Safety Car na Formula 1 de 1997 a 1999. No ano seguinte, ele foi substituído pelo alemão Bernd Mayländer.